# Rising Sun (yacht)
Rising Sun è un superyacht disegnato da Jon Bannenberg e costruito dalla tedesca Lürssen.
Fu originariamente acquistato da Larry Ellison, CEO di Oracle Corporation, mentre attualmente è di proprietà di David Geffen.
Lo yacht, che ha una lunghezza di quasi 138 metri, è il decimo più grande del mondo. Sarebbe costato oltre 200 milioni di dollari nel 2004.

## Caratteristiche
Esso è dotato di:
- Quattro motori diesel che garantiscono circa 36 000 kW (48 000 hp)
- Quattro eliche che consentono di raggiungere una velocità di crociera di 28 nodi (52 km/h)
- 82 camere su cinque piani che sviluppano una superficie di circa 8 000 metri quadrati
- Controsoffitti di onice
- Bagni con vasca idromassaggio
- Una sauna e una palestra/spa
- Un'ampia cantina
- Un cinema privato con uno schermo gigante al plasma
- circa 3300 m² di spazio su un ponte in teak-stratificato
- Un campo da basket sul ponte principale (può essere utilizzato per atterraggio elicotteri se necessario)

## Galleria d'immagini

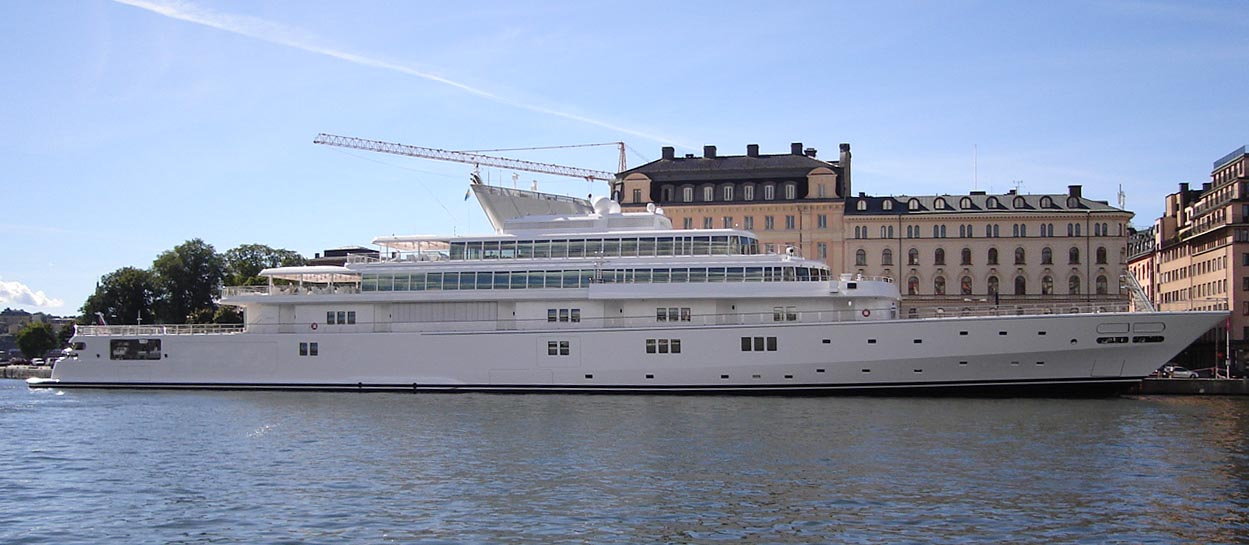
Rising Sun a Nybrokajen a Stoccolma, Svezia. Agosto 2005.
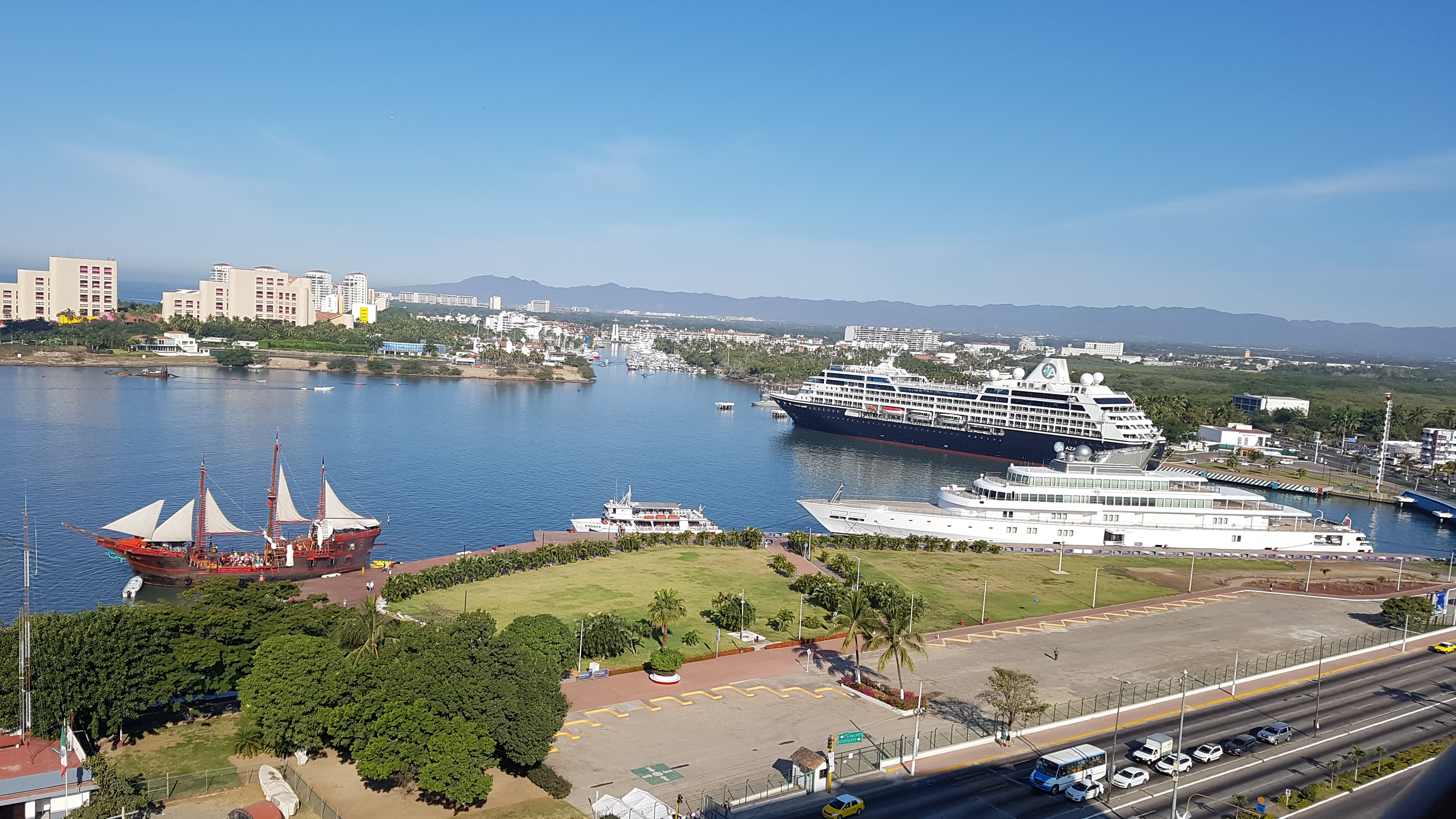
Rising Sun a Puerto Vallarta, Messico. Febbraio 2017.